# Walter Hill
Walter Hill, född 10 januari 1942 i Long Beach, Kalifornien, är en amerikansk filmregissör, manusförfattare och filmproducent. Hill arbetade inom oljeutvinning och byggbranschen innan han blev assisterande regissör och manusförfattare 1967. Sitt publika genombrott fick han med The Warriors - krigarna 1979. Hills filmer karaktäriseras av brutalt våld och långa eldstrider.
Hill har i en intervju sagt att alla hans filmer egentligen kan ses som westerns. Colt-revolvrar, Winchestergevär och cowboyhattar förekommer ofta. I hans filmer förekommer ofta också att huvudrollsinnehavaren kör en ljusblå Cadillac, diskoteket Torchys och att en underordnad rollfigur heter Luther.

## Filmografi (i urval)
- 2007 – Aliens vs. Predator 2 (produktion)
- 2004 – AVP: Alien vs. Predator (produktion)
- 1997 – Alien återuppstår (produktion)
- 1996 – Last Man Standing (regi, manus och produktion)
- 1994 – Getaway - rymmarna (manus)
- 1993 – Geronimo (regi och produktion)
- 1992 – Alien 3 (manus och produktion)
- 1989-1996 - Röster från andra sidan graven (manus, regi och produktion, TV-serie)
- 1990 – 48 timmar igen (manus och regi)
- 1988 – Red Heat (manus och regi)
- 1986 – Aliens – Återkomsten (manus och produktion)
- 1986 – Crossroads (regi)
- 1985 – Brewsters miljoner (regi)
- 1984 – Streets of Fire (regi, manus och produktion)
- 1982 – 48 timmar (manus och regi)
- 1981 – Inkräktarna (manus och regi)[6]
- 1980 – De laglösa (manus och regi)[7]
- 1979 – Alien (produktion)
- 1979 – The Warriors - krigarna (regi, manus och produktion)
- 1978 – Driver (manus och regi)
- 1975 – Hard Times (manus och regi)[8]